# Dall Villaby
Dall Villaby – miasto w Danii, w regionie Jutlandia Północna, w gminie Aalborg.